# Natation aux Jeux paralympiques d'été de 2012
Navigation
Pékin 2008 Rio de Janeiro 2016
Les épreuves de natation aux Jeux paralympiques d'été de 2012 se sont déroulées du 30 août 2012 au 8 septembre 2012 à Londres au Royaume-Uni. Elles ont eu lieu à l'Aquatics Centre. En tout, 148 médailles d'or ont été attribuées dans les compétitions de natation.

## Classification
Dans chaque discipline, les athlètes sont classés en catégories selon leur handicap. Les catégories commençant par S désignent la nage libre, le dos et le papillon, celles commençant par SB désignent la brasse et celles commençant par SM désignent le quatre nages individuelles.
Chaque catégories sont ensuite divisées en sous-catégories définis par des chiffres désignent la nature et la lourdeur du handicap, :
- 1 à 10 : handicaps physiques divers, classés en général par gravité plutôt que par type. (Pour la brasse, les chiffres ne vont que de 1 à 9. SB1 correspond à S1 et S2, puis SB2 à S3, etc., jusqu'à SB9 qui équivaut à S10). Les athlètes de la sous-catégorie 1 ont un plus gros handicap que ceux de la sous-catégorie 10.
- 11 à 13 : cécité (11) ou handicap visuel. Les athlètes aveugles portent des lunettes de natation noircies pour s'assurer de leur égalité. Puisqu'ils ne peuvent voir le bord du bassin, un assistant le leur indique d'une tape sur la tête.
- 14 : handicap mental.

## Résultats

### Podiums

#### Hommes
| Épreuve                        | Or                                                                    | Argent                                                                   | Bronze                                                                |
| ------------------------------ | --------------------------------------------------------------------- | ------------------------------------------------------------------------ | --------------------------------------------------------------------- |
| Nage libre                     |                                                                       |                                                                          |                                                                       |
| 50 m S2                        | Yang Yang (CHN)                                                       | Dmitry Kokarev (RUS)                                                     | Aristeidis Makrodimitris (GRE)                                        |
| 50 m S4                        | Eskender Mustafaiev (UKR)                                             | David Smétanine (FRA)                                                    | Jan Povýšil (CZE)                                                     |
| 50 m S5                        | Daniel Dias (BRA)                                                     | Sebastián Rodríguez (ESP)                                                | Roy Perkins (USA)                                                     |
| 50 m S6                        | Qing Xu (CHN)                                                         | Lorenzo Perez Escalona (CUB)                                             | Tao Zheng (CHN)                                                       |
| 50 m S7                        | Lantz Lamback (USA)                                                   | Shiyun Pan (CHN)                                                         | Matthew Walker (GBR)                                                  |
| 50 m S8                        | Denis Tarasov (RUS)                                                   | Maurice Deelen (NED)                                                     | Yinan Wang (CHN)                                                      |
| 50 m S9                        | Matthew Cowdrey (AUS)                                                 | Tamas Toth (HUN)                                                         | Jose Antonio Mari Alcaraz (ESP)                                       |
| 50 m S10                       | André Brasil (BRA)                                                    | Nathan Stein (CAN)                                                       | Andrew Pasterfield (AUS)                                              |
| 50 m S11                       | Bozun Yang (CHN)                                                      | Bradley Snyder (USA)                                                     | Enhamed Enhamed (ESP)                                                 |
| 50 m S12                       | Maksym Veraksa (UKR)                                                  | Aleksandr Nevolin-Svetov (RUS)                                           | Tucker Dupree (USA)                                                   |
| 50 m S13                       | Charl Bouwer (RSA)                                                    | Ihar Boki (BLR)                                                          | Oleksii Fedyna (UKR)                                                  |
| 100 m S2                       | Yang Yang (CHN)                                                       | Dmitrii Kokarev (RUS)                                                    | Aristeidis Makrodimitris (GRE)                                        |
| 100 m S4                       | Gustavo Sanchez Martinez (MEX)                                        | Richard Oribe (ESP)                                                      | David Smetanine (FRA)                                                 |
| 100 m S5                       | Daniel Dias (BRA)                                                     | Roy Perkins (USA)                                                        | Sebastian Rodriguez (ESP)                                             |
| 100 m S6                       | Qing Xu (CHN)                                                         | Sebastian Iwanow (GER)                                                   | Lorenzo Perez Escalona (CUB)                                          |
| 100 m S7                       | Shiyun Pan (CHN)                                                      | Matthew Levy (AUS)                                                       | Lantz Lamback (USA)                                                   |
| 100 m S8                       | Yinan Wang (CHN)                                                      | Denis Tarasov (RUS)                                                      | Konstantin Lisenkov (RUS)                                             |
| 100 m S9                       | Matthew Cowdrey (AUS)                                                 | Tamas Toth (HUN)                                                         | Tamas Sors (HUN)                                                      |
| 100 m S10                      | André Brasil (BRA)                                                    | Phelipe Andrews Melo Rodrigues (BRA)                                     | Andrew Pasterfield (AUS)                                              |
| 100 m S11                      | Bradley Snyder (USA)                                                  | Bozun Yang (CHN)                                                         | Hendri Herbst (RSA)                                                   |
| 100 m S12                      | Maksym Veraksa (UKR)                                                  | Aleksandr Nevolin-Svetov (RUS)                                           | Tucker Dupree (USA)                                                   |
| 100 m S13                      | Ihar Boki (BLR)                                                       | Charl Bouwer (RSA)                                                       | Aleksandr Golintovskii (RUS)                                          |
| 200 m S2                       | Yang Yang (CHN)                                                       | Dmitrii Kokarev (RUS)                                                    | Itzhak Mamistvalov (ISR)                                              |
| 200 m S4                       | Gustavo Sanchez Martinez (MEX)                                        | David Smetanine (FRA)                                                    | Richard Oribe (ESP)                                                   |
| 200 m S5                       | Daniel Dias (BRA)                                                     | Sebastián Rodríguez (ESP)                                                | Roy Perkins (USA)                                                     |
| 200 m S14                      | Jon Margeir Sverrisson (ISL)                                          | Daniel Fox (AUS)                                                         | Wonsang Cho (KOR)                                                     |
| 400 m S6                       | Darragh McDonald (IRL)                                                | Anders Olsson (SWE)                                                      | Matthew Whorwood (GBR)                                                |
| 400 m S7                       | Josef Craig (GBR)                                                     | Shiyun Pan (CHN)                                                         | Andrey Gladkov (RUS)                                                  |
| 400 m S8                       | Yinan Wang (CHN)                                                      | Oliver Hynd (GBR)                                                        | Sam Hynd (GBR)                                                        |
| 400 m S9                       | Brenden Hall (AUS)                                                    | Tamas Sors (HUN)                                                         | Federico Morlacchi (ITA)                                              |
| 400 m S10                      | Ian Jaryd Silverman (USA)                                             | Benoît Huot (CAN)                                                        | Robert Welbourn (GBR)                                                 |
| 400 m S11                      | Bradley Snyder (USA)                                                  | Enhamed Enhamed (ESP)                                                    | Bozun Yang (CHN)                                                      |
| 400 m S12                      | Sergey Punko (RUS)                                                    | Enrique Floriano (ESP)                                                   | Sergii Klippert (UKR)                                                 |
| 400 m S13                      | Ihar Boki (BLR)                                                       | Danylo Chufarov (UKR)                                                    | Aleksandr Golintovskii (RUS)                                          |
| Dos                            |                                                                       |                                                                          |                                                                       |
| 50 m S1                        | Hennadii Boiko (UKR)                                                  | Christos Tampaxis (GRE)                                                  | Oleksandr Golovko (UKR)                                               |
| 50 m S2                        | Yang Yang (CHN)                                                       | Aristeidis Makrodimitris (GRE)                                           | Dmitry Kokarev (RUS)                                                  |
| 50 m S3                        | Min Byeong-Eon (KOR)                                                  | Dmytro Vynohradets (UKR)                                                 | Du Jianping (CHN)                                                     |
| 50 m S4                        | Juan Reyes (MEX)                                                      | Aleksei Lyzhikhin (RUS)                                                  | Gustavo Sanchez Martinez (MEX)                                        |
| 50 m S5                        | Daniel Dias (BRA)                                                     | Junquan He (CHN)                                                         | Zsolt Vereczkei (HUN)                                                 |
| 100 m S6                       | Tao Zheng (CHN)                                                       | Hongguang Jia (CHN)                                                      | Sebastian Iwanow (GER)                                                |
| 100 m S7                       | Jonathan Fox (GBR)                                                    | Yevheniy Bohodayko (UKR)                                                 | Spanja Mihovil (CRO)                                                  |
| 100 m S8                       | Konstantin Lisenkov (RUS)                                             | Denis Tarasov (RUS)                                                      | Oliver Hynd (GBR)                                                     |
| 100 m S9                       | Matthew Cowdrey (AUS)                                                 | James Crisp (GBR)                                                        | Xiaobing Liu (CHN)                                                    |
| 100 m S10                      | Justin Zook (USA)                                                     | André Brasil (BRA)                                                       | Benoît Huot (CAN)                                                     |
| 100 m S11                      | Dmytro Zalevskyy (UKR)                                                | Bozun Yang (CHN)                                                         | Viktor Smyrnov (UKR)                                                  |
| 100 m S12                      | Aleksandr Nevolin-Svetov (RUS)                                        | Tucker Dupree (USA)                                                      | Sergii Klippert (UKR)                                                 |
| 100 m S13                      | Ihar Boki (BLR)                                                       | Charles Bouwer (RSA)                                                     | Charalampos Taiganidis (GRE)                                          |
| 100 m S14                      | Marc Evers (NED)                                                      | Aaron Moores (GBR)                                                       | Kai Lun Au (HKG)                                                      |
| Brasse                         |                                                                       |                                                                          |                                                                       |
| 50 m SB2                       | Jianping Du (CHN)                                                     | Arnulfo Castorena (MEX)                                                  | Dmytro Vynohradets (UKR)                                              |
| 50 m SB3                       | Michael Schoenmaker (NED)                                             | Miguel Luque (ESP)                                                       | Takayuki Suzuki (JPN)                                                 |
| 100 m SB4                      | Daniel Dias (BRA)                                                     | Moises Fuentes Garcia (COL)                                              | Ricardo Ten (ESP)                                                     |
| 100 m SB5                      | Woo-Geun Lim (KOR)                                                    | Niels Grunenberg (GER)                                                   | Pedro Rangel (MEX)                                                    |
| 100 m SB6                      | Yevheniy Bohodayko (UKR)                                              | Torben Schmidtke (GER)                                                   | Christoph Burkard (GER)                                               |
| 100 m SB7                      | Blake Cochrane (AUS)                                                  | Tomotaro Nakamura (JPN)                                                  | Matt Levy (AUS)                                                       |
| 100 m SB8                      | Andriy Kalyna (UKR)                                                   | Matthew Cowdrey (AUS)                                                    | Maurice Deelen (NED)                                                  |
| 100 m SB9                      | Pavel Poltavtsev (RUS)                                                | Kevin Paul (RSA)                                                         | Lin Furong (CHN)                                                      |
| 100 m SB11                     | Bozun Yang (CHN)                                                      | Keiichi Kimura (JPN)                                                     | Oleksandr Mashchenko (UKR)                                            |
| 100 m SB12                     | Mikhail Zimin (RUS)                                                   | Uladzimir Izotau (BLR)                                                   | Maksym Veraksa (UKR)                                                  |
| 100 m SB13                     | Oleksii Feydina (UKR)                                                 | Daniel Sharp (NZL)                                                       | Roman Dubovoy (RUS)                                                   |
| 100 m SB14                     | Yasuhiro Tanaka (JPN)                                                 | Artem Pavlenko (RUS)                                                     | Marc Evers (NED)                                                      |
| Papillon                       |                                                                       |                                                                          |                                                                       |
| 50 m S5                        | Daniel Dias (BRA)                                                     | Roy Perkins (USA)                                                        | Junquan He (CHN)                                                      |
| 50 m S6                        | Qing Xu (CHN)                                                         | Tao Zheng (CHN)                                                          | Kyosuke Oyama (JPN)                                                   |
| 50 m S7                        | Shiyun Pan (CHN)                                                      | Yevheniy Bohodayko (UKR)                                                 | Jingang Wang (CHN)                                                    |
| 100 m S8                       | Charles Rozoy (FRA)                                                   | Yanpeng Wei (CHN)                                                        | Maodang Song (CHN)                                                    |
| 100 m S9                       | Tamás Sors (HUN)                                                      | Matthew Cowdrey (AUS)                                                    | Federico Morlacchi (ITA)                                              |
| 100 m S10                      | André Brasil (BRA)                                                    | Dmitry Grigorev (RUS)                                                    | Achmat Hassiem (RSA)                                                  |
| 100 m S11                      | Viktor Smyrnov (UKR)                                                  | Enhamed Enhamed (ESP)                                                    | Keiichi Kimura (JPN)                                                  |
| 100 m S12                      | Roman Makarov (RUS)                                                   | Sergey Punko (RUS)                                                       | James Clegg (GBR)                                                     |
| 100 m S13                      | Ihar Boki (BLR)                                                       | Roman Dubovoy (RUS)                                                      | Timothy Antalfy (AUS)                                                 |
| 4 nages                        |                                                                       |                                                                          |                                                                       |
| 150 m SM4                      | Cameron Leslie (NZL)                                                  | Gustavo Sanchez Martinez (MEX)                                           | Takayuki Suzuki (JPN)                                                 |
| 200 m SM6                      | Qing Xu (CHN)                                                         | Sascha Kindred (GBR)                                                     | Tao Zheng (CHN)                                                       |
| 200 m SM7                      | Yevheniy Bohodayko (UKR)                                              | Rudy Garcia-Tolson (USA)                                                 | Matt Levy (AUS)                                                       |
| 200 m SM8                      | Oliver Hynd (GBR)                                                     | Jiachao Wang (CHN)                                                       | Maurice Deelen (NED)                                                  |
| 200 m SM9                      | Matthew Cowdrey (AUS)                                                 | Andriy Kalyna (UKR)                                                      | Federico Morlacchi (ITA)                                              |
| 200 m SM10                     | Benoît Huot (CAN)                                                     | André Brasil (BRA)                                                       | Rick Pendleton (AUS)                                                  |
| 200 m SM11                     | Yang Bozun (CHN)                                                      | Viktor Smyrnov (UKR)                                                     | Oleksandr Mashchenko (UKR)                                            |
| 200 m SM12                     | Maksym Veraksa (UKR)                                                  | Aleksandr Nevolin-Svetov (RUS)                                           | Sergey Punko (RUS)                                                    |
| 200 m SM13                     | Ihar Boki (BLR)                                                       | Roman Dubovoy (RUS)                                                      | Danylo Chufarov (UKR)                                                 |
| Relais                         |                                                                       |                                                                          |                                                                       |
| 4 × 100 m nage libre 34 Points | Australie Andrew Pasterfield Matt Levy Blake Cochrane Matthew Cowdrey | Chine Song Maodong Wang Jiachao Lin Furong Wang Yinan                    | Russie Konstantin Lisenkov Evgeny Zimin Denis Tarasov Dmitry Grigorev |
| 4 × 100 m 4 nages 34 Points    | Chine Liu Xiaobing Lin Furong Wei Yanpeng Wang Yinan                  | Russie Konstantin Lisenkov Pavel Poltavtsev Eduard Samarin Denis Tarasov | Australie Michael Anderson Matthew Cowdrey Brenden Hall Matt Levy     |

#### Femmes
| Nage libre                     |                                                                            |                                                                                      |                                                                                   |
| 50 m S3                        | Jiangbo Xia (CHN)                                                          | Ogla Sviderska (UKR)                                                                 | Patricia Valle (MEX)                                                              |
| 50 m S5                        | Nataliia Prologaieva (UKR)                                                 | Teresa Perales (ESP)                                                                 | Inbal Pezaro (ISR)                                                                |
| 50 m S6                        | Mirjam de Koning-Peper (NED)                                               | Victoria Arlen (USA)                                                                 | Eleanor Simmonds (GBR)                                                            |
| 50 m S7                        | Jacqueline Freney (AUS)                                                    | Cortney Jordan (USA)                                                                 | Ani Palian (UKR)                                                                  |
| 50 m S8                        | Mallory Weggemann (USA)                                                    | Maddison Elliott (AUS)                                                               | Shengnan Jiang (CHN)                                                              |
| 50 m S9                        | Ping Lin (CHN)                                                             | Louise Watkin (GBR)                                                                  | Ellie Cole (AUS)                                                                  |
| 50 m S10                       | Summer Ashley Mortimer (CAN)                                               | Sophie Pascoe (NZL)                                                                  | Élodie Lorandi (FRA)                                                              |
| 50 m S11                       | Cecilia Camellini (ITA)                                                    | Guizhi Li (CHN)                                                                      | Mary Fisher (NZL)                                                                 |
| 50 m S12                       | Oxana Savchenko (RUS)                                                      | Natali Pronina (AZE)                                                                 | Darya Stukalova (RUS)                                                             |
| 50 m S13                       | Kelley Becherer (USA)                                                      | Valérie Grand'Maison (CAN)                                                           | Prue Watt (AUS)                                                                   |
| 100 m S3                       | Jiangbo Xia (CHN)                                                          | Ogla Sviderska (UKR)                                                                 | Patricia Valle (MEX)                                                              |
| 100 m S5                       | Teresa Perales (ESP)                                                       | Nataliia Prologaieva (UKR)                                                           | Inbal Pezaro (ISR)                                                                |
| 100 m S6                       | Victoria Arlen (USA)                                                       | Eleanor Simmonds (GBR)                                                               | Tanja Groepper (GER)                                                              |
| 100 m S7                       | Jacqueline Freney (AUS)                                                    | Cortney Jordan (USA)                                                                 | Susannah Rodgers (GBR)                                                            |
| 100 m S8                       | Jessica Long (USA)                                                         | Heather Frederiksen (GBR)                                                            | Maddison Elliott (AUS)                                                            |
| 100 m S9                       | Ellie Cole (AUS)                                                           | Natalie du Toit (RSA)                                                                | Sarai Gascon (ESP)                                                                |
| 100 m S10                      | Sophie Pascoe (NZL)                                                        | Élodie Lorandi (FRA)                                                                 | Summer Ashley Mortimer (CAN)                                                      |
| 100 m S11                      | Cecilia Camellini (ITA)                                                    | Mary Fisher (NZL)                                                                    | Guizhi Li (CHN)                                                                   |
| 100 m S12                      | Oxana Savchenko (RUS)                                                      | Natali Pronina (AZE)                                                                 | Darya Stukalova (RUS)                                                             |
| 100 m S13                      | Kelley Becherer (USA)                                                      | Valérie Grand'Maison (CAN)                                                           | Rebecca Anne Meyers (USA)                                                         |
| 200 m S5                       | Sarah Louise Rung (NOR)                                                    | Teresa Perales (ESP)                                                                 | Inbal Pezaro (ISR)                                                                |
| 200 m S14                      | Jessica-Jane Applegate (GBR)                                               | Taylor Corry (AUS)                                                                   | Marlou van der Kulk (NED)                                                         |
| 400 m S6                       | Eleanor Simmonds (GBR)                                                     | Victoria Arlen (USA)                                                                 | Lingling Song (CHN)                                                               |
| 400 m S7                       | Jacqueline Freney (AUS)                                                    | Cortney Jordan (USA)                                                                 | Susannah Rodgers (GBR)                                                            |
| 400 m S8                       | Jessica Long (USA)                                                         | Heather Frederiksen (GBR)                                                            | Maddison Elliott (AUS)                                                            |
| 400 m S9                       | Natalie du Toit (RSA)                                                      | Stephanie Millward (GBR)                                                             | Ellie Cole (AUS)                                                                  |
| 400 m S10                      | Élodie Lorandi (FRA)                                                       | Aurélie Rivard (CAN)                                                                 | Susan Beth Scott (FRA)                                                            |
| 400 m S11                      | Daniela Schulte (GER)                                                      | Amber Thomas (CAN)                                                                   | Cecilia Camellini (ITA)                                                           |
| 400 m S12                      | Oxana Savchenko (RUS)                                                      | Hannah Russell (GBR)                                                                 | Deborah Font (ESP)                                                                |
| Dos                            |                                                                            |                                                                                      |                                                                                   |
| 50 m S2                        | Yazhu Feng (CHN)                                                           | Ganna Ielisavetska (UKR)                                                             | Iryna Sotska (UKR)                                                                |
| 50 m S4                        | Lisette Teunissen (NED)                                                    | Edenia Garcia (BRA)                                                                  | Juan Bai (CHN)                                                                    |
| 100 m S6                       | Lu Dong (CHN)                                                              | Nyree Kindred (GBR)                                                                  | Mirjam De Koning-Peper (NED)                                                      |
| 100 m S7                       | Jacqueline Freney (AUS)                                                    | Kirsten Bruhn (GER)                                                                  | Cortney Jordan (USA)                                                              |
| 100 m S8                       | Heather Frederiksen (GBR)                                                  | Jessica Long (USA)                                                                   | Olesya Vladykina (RUS)                                                            |
| 100 m S9                       | Ellie Cole (AUS)                                                           | Stephanie Millward (GBR)                                                             | Elizabeth Stone (USA)                                                             |
| 100 m S10                      | Summer Ashley Mortimer (CAN)                                               | Sophie Pascoe (NZL)                                                                  | Shireen Sapiro (RSA)                                                              |
| 100 m S11                      | Rina Akiyama (JPN)                                                         | Mary Fisher (NZL)                                                                    | Cecilia Camellini (ITA)                                                           |
| 100 m S12                      | Oxana Savchenko (RUS)                                                      | Natali Pronina (AZE)                                                                 | Hannah Russell (GBR)                                                              |
| 100 m S14                      | Bethany Firth (IRL)                                                        | Taylor Corry (AUS)                                                                   | Marlou van der Kulk (NED)                                                         |
| Brasse                         |                                                                            |                                                                                      |                                                                                   |
| 100 m SB4                      | Nataliia Prologaieva (UKR)                                                 | Sarah Louise Rung (NOR)                                                              | Teresa Perales (ESP)                                                              |
| 100 m SB5                      | Kirsten Bruhn (GER)                                                        | Lingling Song (CHN)                                                                  | Noga Nir-Kistler (USA)                                                            |
| 100 m SB6                      | Viktoriia Savtsova (UKR)                                                   | Charlotte Henshaw (GBR)                                                              | Elizabeth Johnson (GBR)                                                           |
| 100 m SB7                      | Jessica Long (USA)                                                         | Oksana Khrul (UKR)                                                                   | Lisa den Braber (NED)                                                             |
| 100 m SB8                      | Olesya Vladykina (RUS)                                                     | Claire Cashmore (GBR)                                                                | Paulina Wozniak (POL)                                                             |
| 100 m SB9                      | Khrystyna Yurchenko (UKR)                                                  | Sophie Pascoe (NZL)                                                                  | Harriet Lee (GBR)                                                                 |
| 100 m SB11                     | Maja Reichard (SWE)                                                        | Yana Berezhna (UKR)                                                                  | Nadia Baez (ARG)                                                                  |
| 100 m SB12                     | Natali Pronina (AZE)                                                       | Karolína Pelendrítou (CYP)                                                           | Yaryna Matlo (UKR)                                                                |
| 100 m SB13                     | Prue Watt (AUS)                                                            | Elena Krawzow (GER)                                                                  | Kelley Becherer (USA)                                                             |
| 100 m SB14                     | Michelle Alonso Morales (ESP)                                              | Magda Toeters (NED)                                                                  | Shu Hang Leung (HKG)                                                              |
| Papillon                       |                                                                            |                                                                                      |                                                                                   |
| 50 m S5                        | Sarah Louise Rung (NOR)                                                    | Teresa Perales (ESP)                                                                 | Joana Maria Silva (BRA)                                                           |
| 50 m S6                        | Oksana Khrul (UKR)                                                         | Dong Lu (CHN)                                                                        | Fuying Jiang (CHN)                                                                |
| 50 m S7                        | Jacqueline Freney (AUS)                                                    | Brianna Nelson (CAN)                                                                 | Min Huang (CHN)                                                                   |
| 100 m S8                       | Jessica Long (USA)                                                         | Kateryna Istomina (UKR)                                                              | Shengnan Jiang (CHN)                                                              |
| 100 m S9                       | Natalie du Toit (RSA)                                                      | Sarai Gascon (ESP)                                                                   | Elizabeth Stone (USA)                                                             |
| 100 m S10                      | Sophie Pascoe (NZL)                                                        | Oliwia Jabłońska (POL)                                                               | Élodie Lorandi (FRA)                                                              |
| 100 m S12                      | Joanna Mendak (POL)                                                        | Darya Stukalova (RUS)                                                                | Hannah Russell (GBR)                                                              |
| 4 nages                        |                                                                            |                                                                                      |                                                                                   |
| 200 m SM5                      | Nataliia Prologaieva (UKR)                                                 | Sarah Louise Rung (NOR)                                                              | Teresa Perales (ESP)                                                              |
| 200 m SM6                      | Eleanor Simmonds (GBR)                                                     | Verena Schott (GER)                                                                  | Natalie Jones (GBR)                                                               |
| 200 m SM7                      | Jacqueline Freney (AUS)                                                    | Brianna Nelson (CAN)                                                                 | Min Huang (CHN)                                                                   |
| 200 m SM8                      | Jessica Long (USA)                                                         | Olesya Vladykina (RUS)                                                               | Shengnan Jiang (CHN)                                                              |
| 200 m SM9                      | Natalie du Toit (RSA)                                                      | Stephanie Millward (GBR)                                                             | Louise Watkin (GBR)                                                               |
| 200 m SM10                     | Sophie Pascoe (NZL)                                                        | Summer Ashley Mortimer (CAN)                                                         | Meng Zhang (CHN)                                                                  |
| 200 m SM11                     | Mary Fisher (NZL)                                                          | Daniela Schulte (GER)                                                                | Amber Thomas (CAN)                                                                |
| 200 m SM12                     | Oxana Savchenko (RUS)                                                      | Natali Pronina (AZE)                                                                 | Darya Stukalova (RUS)                                                             |
| 200 m SM13                     | Valérie Grand'Maison (CAN)                                                 | Rebecca Anne Meyers (USA)                                                            | Kelley Becherer (USA)                                                             |
| Relais                         |                                                                            |                                                                                      |                                                                                   |
| 4 × 100 m nage libre 34 Points | Australie Ellie Cole Maddison Elliott Katherine Downie Jacqueline Freney   | USA Susan Beth Scott Victoria Arlen Jessica Long Anna Eames                          | Grande-Bretagne Stephanie Millward Claire Cashmore Susannah Rodgers Louise Watkin |
| 4 × 100 m 4 nages 34 Points    | Australie Ellie Cole Katherine Downie Annabelle Williams Jacqueline Freney | Grande-Bretagne Heather Frederiksen Claire Cashmore Stephanie Millward Louise Watkin | USA Susan Beth Scott Anna Johannes Jessica Long Mallory Weggemann                 |

### Tableau des médailles
| Rang  | Nation             | Or  | Argent | Bronze | Total |
| ----- | ------------------ | --- | ------ | ------ | ----- |
| 1     | Chine              | 24  | 13     | 21     | 58    |
| 2     | Australie          | 18  | 7      | 12     | 37    |
| 3     | Ukraine            | 17  | 14     | 13     | 44    |
| 4     | États-Unis         | 14  | 13     | 14     | 41    |
| 5     | Russie             | 13  | 17     | 12     | 42    |
| 6     | Brésil             | 9   | 4      | 1      | 14    |
| 7     | Grande-Bretagne    | 7   | 16     | 16     | 39    |
| 8     | Nouvelle-Zélande   | 5   | 6      | 1      | 12    |
| 9     | Brésil             | 5   | 2      | 0      | 7     |
| 10    | Canada             | 4   | 9      | 3      | 16    |
| 11    | Afrique du Sud     | 4   | 4      | 3      | 11    |
| 12    | Pays-Bas           | 4   | 2      | 7      | 13    |
| 13    | Mexique            | 3   | 2      | 4      | 9     |
| 14    | Espagne            | 2   | 11     | 9      | 22    |
| 15    | Allemagne          | 2   | 7      | 3      | 12    |
| 16    | France             | 2   | 3      | 3      | 8     |
| 17    | Japon              | 2   | 2      | 4      | 8     |
| 18    | Norvège            | 2   | 2      | 0      | 4     |
| 19    | Italie             | 2   | 0      | 5      | 7     |
| 20    | Corée du Sud       | 2   | 0      | 1      | 3     |
| 21    | Irlande            | 2   | 0      | 0      | 2     |
| 22    | Azerbaïdjan        | 1   | 4      | 0      | 5     |
| 23    | Hongrie            | 1   | 3      | 2      | 6     |
| 24    | Pologne            | 1   | 1      | 1      | 3     |
| 25    | Suède              | 1   | 1      | 0      | 2     |
| 26    | Islande            | 1   | 0      | 0      | 1     |
| 27    | Grèce              | 0   | 2      | 3      | 5     |
| 28    | Cuba               | 0   | 1      | 1      | 2     |
| 29    | Colombie           | 0   | 1      | 0      | 1     |
| 29    | Chypre             | 0   | 1      | 0      | 1     |
| 31    | Israël             | 0   | 0      | 4      | 4     |
| 32    | Hong Kong          | 0   | 0      | 2      | 2     |
| 33    | Argentine          | 0   | 0      | 1      | 1     |
| 33    | Croatie            | 0   | 0      | 1      | 1     |
| 33    | République tchèque | 0   | 0      | 1      | 1     |
| Total | Total              | 148 | 148    | 148    | 444   |